# Bironides
Bironides – rodzaj ważek z rodziny ważkowatych (Libellulidae).

## Zasięg występowania
Rodzaj obejmuje gatunki występujące endemicznie na Nowej Gwinei.

## Systematyka
Rodzaj ten (pod nazwą Birónides) wprowadził w 1903 roku niemiecki zoolog i botanik Friedrich Förster dla nowo opisanego przez siebie gatunku Birónides superstes. Obecnie do rodzaju zaliczanych jest 5 gatunków.

### Etymologia
Bironides: na cześć pana L. Biró, który w 1901 roku odłowił holotyp gatunku typowego.

### Podział systematyczny
Do rodzaju należą następujące gatunki:
- Bironides glochidion Lieftinck, 1963
- Bironides liesthes Lieftinck, 1937
- Bironides superstes Förster, 1903
- Bironides teuchestes Lieftinck, 1933
- Bironides ypsilon Theischinger, Richards & Toko, 2017